# Herb Wielkiej Brytanii
Herb Wielkiej Brytanii – jeden z symboli państwowych Zjednoczonego Królestwa Wielkiej Brytanii i Irlandii Północnej.

## Historia i symbolika
Królewski herb Wielkiej Brytanii noszony jest przez władców. Posługuje się nim administracja i rząd, umieszczając go m.in. na monetach i publicznych budynkach.

### Elementy herbu
Na herb Wielkiej Brytanii składają się następujące elementy:
1. W tarczy herbowej czterodzielnej w krzyż, w polach pierwszym i czwartym, czerwonych, po trzy złote lwy patrzące (guardant) (herb Anglii), w polu drugim – złotym z czerwoną podwójną bordiurą ozdobioną liliami, lew czerwony wspięty, język i pazury błękitne (herb Szkocji), w polu trzecim błękitnym złota harfa (herb Irlandii);
|  | I pole herb Anglii     |  | II pole herb Szkocji |
|  | III pole herb Irlandii |  | IV pole herb Anglii  |

2. Tarczę otacza pas z napisem Honi soit qui mal y pense (st. fran. Hańba temu, kto źle o tym myśli) - dewiza Orderu Podwiązki;
3. W klejnocie nad koroną królewską, jest złoty lew ukoronowany;
4. Poniżej umieszczony jest hełm heraldyczny;
5. Z boków hełmu symetrycznie wyrastają labry, złote, podbite gronostajem;
6. Tarczę podtrzymuje złoty lew Anglii i srebrny jednorożec Szkocji z koroną na szyi i łańcuchem;
7. Poniżej dewiza korony angielskiej: Dieu et mon droit (z fran. Bóg i moje prawo);
8. Dodawane do herbu rośliny symbolizują Wielką Brytanię (Anglię - róża, Szkocję - oset, Irlandię Północną - koniczyna), tworząc postument heraldyczny.
W herbie nie uwzględniono Walii, która jest częścią składową królestwa Anglii.
| 2. Dewiza Orderu Podwiązki | 3. Klejnot herbowy       | 4. Hełm heraldyczny | 5. Labry                 |                   |
| 6. Trzymacze heraldyczne   | 6. Trzymacze heraldyczne | 7. Dewiza herbowa   | 8. Postument heraldyczny | Klejnot w Szkocji |

### Herb w Szkocji
Herb Wielkiej Brytanii posiada odmianę stosowaną w Szkocji, w której w I i IV polu tarczy jest umieszczony herb Szkocji, w II Anglii, w III Irlandii, inny też jest klejnot (tj. korona szkockich monarchów, a na jej szczycie stoi w koronie lew trzymający miecz i berło a nad nim motto – zwrot In Defens, będący skróceniem motta heraldycznego Szkocji: In My Defens God Me Defend, które w języku szkockim (scots) oznacza W mojej obronie Bóg chroni mnie; ponadto znajdują się też emblematy (tj. łańcuch z odznaką Orderu Ostu). Poniżej dewiza herbowa: Nemo me impune lacessit (łac. Nikt nie zadziera ze mną bezkarnie).
|  | I pole Herb Szkocji    |  | II pole Herb Anglii  |
|  | III pole Herb Irlandii |  | IV pole Herb Szkocji |